# M.anifest
M.anifest (имя при рождении: Кваме Аметепе Тсиката, Kwame Ametepee Tsikata; род. 20 ноября 1982) — ганский рэпер, певец, автор песен.
Лучший рэпер и автор лучшей хип-хоп композиции 2017 года по версии Ганской музыкальной премии.
Сотрудничал с Деймоном Албарном, Фли, Эрикой Баду и Тони Алленом, пел вместе с ними на альбоме Rocket Juice and the Moon.
Внук известного ганского африканиста, фольклориста и композитора Джозефа Нкетия Квабена.
The Guardian назвала M.anifest’а лучшим рэп-исполнителем континента в 2015.

## Биография
M.anifest родился в семье ганского юриста Тсатсу Тсикаты и преподобной Присциллы Нааны Нкетия, пастора и адвоката.
Его дед по материнской линии, Квабена Джозеф Нкетия, был профессором, композитором и африканистом.

## Награды
- Автор года (2008) — City Pages[5]
- Лучшее хип-хоп видео — 4syte Music Video Awards
- Хип-хоп композиция года (2013) — Ghana Music Awards[6]
- Лучший рэпер года (2013) — Ghana Music Award
- Лучшие спецэффекты в видео (2016) — 4syte Music Video Awards
- Премия за стиль (2016) — Glitz Style Awards[7]
- Хип-хоп композиция года (2017) — Ghana Music Awards
- Лучший рэп-исполнитель года (2017) — Ghana Music Awards
- Midem Best Artist (2017)- International Midem Awards[8]
- Best artiste in African Hip Hop award (AFRIMA 2018)[9]